# Бенянська сільська рада
| Бенянська сільська рада — колишній орган місцевого самоврядування у Берегівському районі Закарпатської області з адміністративним центром у с. Бене. Сільській раді були підпорядковані населені пункти: - с. Бене |

## Склад ради
Рада складалася з 16 депутатів та голови.

## Керівний склад сільської ради
| ПІБ                     | Основні відомості                                                                                     | Дата обрання | Дата звільнення |
| ----------------------- | --- | ------------ | --------------- |
| Сухан Андрій Андрійович | Сільський голова, 1955 року народження, освіта, член Соціал-демократичної партії України (об'єднаної) | 26.03.2006   | 31.10.2010      |
| Сухан Андрій Андрійович | Сільський голова, 1955 року народження, освіта середня загальна, безпартійний                         | 31.10.2010   |                 |

Примітка: таблиця складена за даними джерела